# 헌터 × 헌터의 등장인물 목록
『헌터 x 헌터의 등장인물 목록』은 토가시 요시히로의 만화 《헌터 x 헌터》에 등장하는 가공인물을 말한다.
이 항목은 최신 권 이후의 내용을 포함합니다.

## 개요
- 파일럿 버전 : 이벤트에서 한정 상영 된 파일럿 버전
- CV ːTVA (1999년) · OVA · 파일럿 / TVA 더빙 (1999년) / TVA (2011년) / TVA 더빙 (2011년)

## 주요 인물
- 곤=프릭스

- 크라피카

- 레오리오=파라디나이트

- 키르아=조르딕

## 《고래섬》 관련 등장인물
- 카이토
CV ː기시 유지(岸裕二)·나카하라 시게루(파일럿) / 이케다 슈이치·사타케 우키(소녀)

### 프릭스 일가
- 아베=프릭스
CV.미즈타니 게이코(水谷ケイコ) / 쿄다 나오코(京田尚子) / 오코히라 시즈카(尾小平志津香) / 차명화

- 진=프릭스
CV.토치 히로키(東地宏樹)(성인) · 타카노 우라라(高乃麗)(소년) / 윤복성 · 배정민 / 코야마 리키야(小山力也) / 전광주

곤의 아버지
- 미토=프릭스
CV.기무라 아키코(木村亞希子) · 오카무라 아케미(파일럿) / 조영미 / 한 케이코 / 최문자

## 《헌터 시험》 관련 등장인물

### 제 287기 헌터 시험 응시자
『 * 』 표시는 헌터시험 합격자
- 16번 통파
CV.오와다 고헤이(小和田貢平) / 노민 / 사쿠라이 토시하루(桜井敏治) / 방성준
- 34번 류(リュウ)
제 3 차 시험 엑스트라 회장이 된 군함섬에 등장한다. 제 4차 시험에서 보도로에게 번호표를 빼앗겨 실격.

- 44번 히소카=모로*
CV.다카하시 히로키(高橋廣樹) / 강성호 / 나미카와 다이스케(浪川大輔) / 정재헌
- 53번 포클*
CV.다마키 유키코(玉木有紀子) / 김필진 / 토쿠모토 유키토시(徳本恭敏) / 엄상현
- 76번 체리 
CV.오니시 타케하루(大西健晴)
- 80번 스파 
CV.이이다 카오리(飯田かおり) / 이영아
- 86번 암벽등반가 
CV.토가시 요시히로(冨樫義博) / 무라카미 유우야(村上裕哉)
- 89번 시시토우 
CV.아모리 형제에게 번호표를 빼앗겨 실격한다.
- 99번 키르아=조르딕
- 103번 바본 
CV.타케모토 에이지(竹本英史) / 이상훈
- 105번 큐 
CV.나가노 요시카즈(永野善一) / 이상범 / 나미카와 다이스케(浪川大輔) / 이광수
- 111번 아니타
니혼 애니메이션 제작 판 애니메이션에서 등장하는 오리지널 캐릭터. 조르딕가에 암살당한 아버지의 복수를 위해 비행선에 무단 침입한다.
- 118번 소미 
CV.미치와키 히로유키(道脇広行) / 고성일 /요코 히로유키(横尾博之)
- 187번 니콜 
CV.이시카와 다이스케(石川大介) / 신한호 / 모리 노리히사(森訓久) / 임경명
- 191번 보도로 
CV.타케모토 에이지(竹本英史) / 홍승표 / 반도 나오키(坂東尚樹) / 엄상현
- 197~199번 아모리 3형제
- 아모리
CV.모리 노리히사(森訓久) · 이시즈카 카타시(石塚堅)（OVA）/ 홍승표 / 카지 마사토(梶雅人) / 엄상현
- 우모리
CV.다케모토 에이지(竹本英史) / 무라카미 유우야(村上裕哉)
- 이모리 
CV.나카노 겐지(中野健治) · 유사 코오지(遊佐浩二)（OVA） / 안용욱 / 호리코시 쇼우노스케(堀越省之助) / 이원찬
- 246번 폰즈 
CV.텐진 우미(天神有海) / 이영아 / 이사쿠도 하루카(工藤晴香) / 배정미
- 255번 토도 
CV.나가노 요시카즈(永野善一) / 위훈 / 야나다 키요유키(梁田清之) / 이원찬
- 281번 아곤 
CV.타나베 신고(田邊真悟) / 사카구마 타카히코(坂熊孝彦) 고성일
- 294번 한조*
CV.마츠모토 요시로(松本吉朗) / 최한 / 키시오 / 다이스케(岸尾 だいすけ) / 변현우
- 301번 기타라클*
CV.이르미=조르딕이 바늘로 얼굴을 바꾸고 '기라타클'이라는 가명을 사용했다.
- 362번 켄미 
CV.이시카와 다이스케(石川大介) / 이상훈
- 371번 고즈 
CV.키시 유지(岸裕二) / 이상범 / 나가노 코이치(永野広一) / 이광수
- 384번 게레타 
CV.마츠야마 타카시(松山鷹志) / 윤세웅 / 카네미츠 노부아키(金光宣明) / 이광수
- 403번 레오리오=파라디나이트*
- 404번 크라피카*
- 405번 곤=프릭스*

### 제 287기 헌터 시험 시험관
- 사토츠
CV ː비후 히토시(上別府仁資) / 변영희 / 후루카와 토시오(古川登志夫) / 이인성
- 멘치
CV ː히비노 아카리(日比野朱里) / 홍소영 / 히라노 아야(平野綾) / 윤미나
- 브하라
CV ː다카하시 게이지(高橋啓士) / 노계현 / 카네마루 준이치(金丸淳一) / 정재헌
- 릿포
CV ː아카이다 요시히코(赤井田良彦) / 윤세웅 / 야마모토 마사요시(山本正剛) /김기철
- 지나 배너
CV ː다치바나 겐지(橘健治)
니혼 애니메이션 제작 판 애니메이션에서 등장하는 오리지널 캐릭터. 제 287 기 헌터 시험의 협력자로 제 3 차 시험 엑스트라 회장이 된 군함 섬의 호텔 관리인 부부

- 아이작=네테로
CV ː도바야마 분메이(外波山文明) / 김정호 / 나가이 이치로(永井一郎)(6화 ~ 114화) / 긴가 반조(銀河万丈)(122화 ~ 138화) / 박태호

### 제 287기 헌터 시험 기타 관계자
- 선장
CV ː니시마츠 카즈히코(西松和彦) / 이장원 / 우츠미 켄지(内海賢二) / 장광
- 카초
CV ː모리 노리히사(森訓久)  / 스즈키 타쿠마(鈴木琢磨) / 이상헌
- 퀴즈 할머니
CV ː유키에 레나(雪絵れな) / 안현서 / 키노미야 료코(来宮良子) / 최문자
- 키리코 부부
CV ː타케모토 에이지(竹本英史) / 이상훈 / 니시무라 토모히로(西村朋紘) / 유호한
- 키리코 아들
CV ː나가노 요시카즈(永野善一) / 이상헌 / 카와다 신지(川田紳司) / 유호한
- 키리코 딸
CV ː토쿠나가 에츠코(徳永悦子) / 최은애 / 모리사와 후미(森沢芙美) / 최문자
- 가짜 시험관
CV ː카세다 스스무(加勢田進) / 안용욱 / 카네미츠 노부아키(金光宣明)
- 토가리
CV ː마에다 츠요시(前田剛) / 최한 / 스즈키 타쿠마(鈴木琢磨) / 서원석
- 마멘=빈즈
CV ː모리 노리히사(森訓久) / 김호성 / 아이 이치타로(会一太郎 ) / 임경명
- 카라
CV ːAKIKO / 이영아 / 토요시마 마치코(豊島真千子)
- 죠네스
CV ː고야마 쓰요시(小山剛志) / 마츠야마 타카시(松山鷹志) / 이원찬

## 《쿠쿠르 마운틴》 관련 등장인물

### 조르딕 일가
- 마하=조르딕

- 제노=조르딕
CV.미야자와 다다시(宮澤正) / 박영화 / 오오타케 히로시(大竹宏) / 김기철

- 실버=조르딕
CV.이시이 고지(石井康嗣) / 최지환 / 야마데라 코이치(山寺宏一) / 유해무

- 키쿄우=조르딕
CV.유키에 레나(雪繪れな) / 정남 / 아와오 준코(岩男潤子) / 차명화

- 이르미=조르딕
CV.다카노 우라라(高乃麗) / 이선 / 마츠카제 마사야(松風雅也) / 이원찬·남도형(극장판)

- 미르키=조르딕
CV.이시즈카 가타시(石塚堅) / 권인지 / 사이토 키미코(斉藤貴美子) / 권인지
- 키르아=조르딕

- 아르카=조르딕
CV.우치다 마아야(内田真礼)

- 카르트=조르딕
CV.마에카와 유코(前川優子) / 문남숙 / 노토 마미코(能登麻美子) / 권인지

### 조르딕가 집사
- 고트
CV ː마쓰야마 다카시(松山鷹志) / 유호한 / 호리우치 켄유(堀内賢雄) / 유동균
- 카나리아
CV ː기우치 레이코(木內レイコ) / 윤미나 / 쿠마이 모토코(くまいもとこ) / 최문자
- 츠보네 타니
CV ː이쿠코(谷育子)
- 아마네
CV ː이노우에 마리나(井上麻里奈)
- 히시타
CV ː나미카와 다이스케(浪川大輔)(25화) · 스즈키 타쿠마(鈴木琢磨)(143화)
- 미츠바
CV ː아카자키 치나츠(赤﨑千夏)
키르아 다음으로 나니까를 발견한 인물로 조르딕 가의 안주인 키쿄우=조르딕에게 아무리 사소한 것이라도 아르카의 응석을 들어주지 말라는 명령을 받는다. 아르카를 돌보던 중 명령을 수행하기 위해 아르카의 응석을 거절하다 네 번째 거절 후 나니카의 능력에 의해 사망한다.
- 하삼
아르카의 응석을 네 번 연속 거절하면 사망하는데 거절한 자와 그 자가 가장 사랑하는 자 최소한 두 인간이 동시에 죽는다. 하삼은 미츠바가 가장 사랑하던 사람이기 때문에 미츠바와 같이 사망한다.
- 야스하
CV ː반 메구미(潘めぐみ)
- 카스가
CV ː유우키(優希)

### 조르딕가 관련 인물
- 버스 가이드
CV ː나미키 노리코 (並木のり子) / 나가사와 미키 (長沢美樹)
- 제브로
CV ː아카호시 쇼이치로(赤星昇一郎) / 환윤걸 / 나카노 유타카(仲野裕) / 온영삼
- 시크언트
CV ː히라미츠 타쿠야(平光琢也) / 김기철 / 니시무라 토모히로(西村朋紘) / 엄상현
- 미케
조르딕가에서 키우는 개 (마수) 몸길이 377m 체중 405kg

## 《천공투기장》 관련 등장인물
- 즈시
CV ː기쿠치 마사미(菊池正美) / 윤성혜 / 테라사키 유카(寺崎裕香) / 정현경

- 윙
CV ː기쿠치 마사미(菊池正美) · 유사 코지(遊佐浩二)（OVA）/ 양석정 / 세키 토시히코(関俊彦) / 양석정
- 기드
CV ː코와다 코헤이(小和田貢平) / 나라 토오루(奈良徹) / 정재헌
- 리르벨트
CV ː아카이다 요시히코(赤井田良彦) / 아이 이치타로(会一太郎) / 양석정
- 사다소
CV ː나가노 요시카즈(永野善一) / 변종필 / 타케오 카즈마(竹尾一真)
- 카스트로
키시 유지 (岸祐二) / 사성웅 / 카와시마 토쿠요시(川島得愛) / 류승곤

## 《요크신 시티》 관련 등장인물
- 네온=노스트라드
CV ː마에카와 유코(前川優子) / 정소영 / 우에다 카나(植田佳奈) / 김선혜

- 라이트=노스트라드
CV ː니시마쓰 가즈히코(西松和彦) / 이상훈 / 이토 에이지(伊藤栄次) / 민응식

- 센리츠
CV ːTARAKO / 기경옥 / 토미나가 미이나(冨永みーな) / 정소영

- 이즈나비
CV ː야오 카즈키(矢尾一樹)·코야마 츠요시(小山剛志) / 아이자와 마사키(相沢まさき)

### 환영여단
- No.0 클로로=루실후르
CV ː나가노 요시카즈(永野善一) / 송준석 / 미야노 마모루(宮野真守) / 송준석
【특질계 능력자 / 26세 / 신장 177cm / 체중 68kg / 혈액형 AB형 / 왼손잡이 / 유성가 출신】
환영여단을 창설한 여단의 단장으로 타인의 넨 능력을 훔쳐 자신의 능력으로 사용할 수 있는 능력인 스킬 헌터를 가진다.

- No.1 노부나가=하자마
CV ː마쓰야마 다카시(松山鷹志) / 이상헌 / 우치다 나오야(内田直哉) / 박서진·최재호(극장판)
【강화계 능력자 / 31세 / 신장 183cm / 체중 75kg / 혈액형 B형 / 유성가 출신】
환영여단의 1번으로 여단 초기 구성원 중 한 명. 항상 칼을 소지하는 발도의 달인으로 우보긴과 함께 최전방 특공대를 맡는다.

- No.2 페이탄=포토오
CV ː히비노 아카리(日比野朱里) / 윤미나 / 야마구치 캇페이(山口勝平) / 이현주· 남도형(극장판)
【변화계 능력자 / 신장 155cm / 체중 45kg / 유성가 출신】
환영여단의 2번으로 여단의 초기 구성원 중 한 명. 대화 시 「네(일본어: ね)」를 붙이거나 「촉음 (일본어:っ)」을 빼는 등 특징적인 어조로 말한다. 여단 내에서도 잔학한 성격으로 고문을 취미로 하고 있다. 가지는 능력은 오라를 방호복으로 구현하여 몸을 지킨 후, 감정에 따라 다른 힘으로 변화하는 오라의 구체를 만드는 능력인 페인 파커이다.

- No.3 마치=코마티네이트
CV ː마츠모토 요시로(松本吉朗) / KENN / 김민정·선은혜(극장판)
【변화계 능력자 / 신장 159cm / 체중 48kg / 혈액형 A형 / 유성가 출신】
환영여단의 3번으로 여단의 초기 구성원 중 한 명. 예지에 가까운 직감을 가지고 있다. 가지는 능력은 오라를 실처럼 뽑아내는 것.
- No.4 오모카게
CV ː후지키 나오히토(藤木直人 結婚 相手) / 김영선
환영여단의 전 4번으로 《헌터x헌터 극장판 : 팬텀루즈》에 등장하는 악역이다.
- No.4 히소카=모로
CV ː다카하시 히로키(高橋廣樹) / 장성호 / 나미카와 다이스케(浪川大輔) / 정재헌 
【변화계 능력자 / 신장 187cm / 체중 91kg / 혈액형 B형】
환영여단의 전 4번으로 전투 광이기 때문에 여단의 단장 클로로와 싸울 목적으로 위장 입단을 했다.
- No.4 카르트=조르딕
CV ː마에카와 유코(前川優子) / 문남숙 / 노토 마미코(能登麻美子) / 권인지
【조작계 능력자 / 10세 / 신장 150cm / 체중 31kg / 혈액형 A형】
환영여단의 4번으로 히소카의 여단 탈퇴 후 4번 자리에 들어왔다.

- No.5 핑크스=마그카브
CV ː마츠모토 요시로(松本吉朗) / 위훈 / KENN / 정재헌·유해무(극장판)
【강화계 능력자 / 신장 185cm / 체중 85kg / 혈액형 AB형 / 유성가 출신】
환영여단의 5번으로 여단의 초기 구성원 중 한 명. 페이탄과 함께 여단의 강경파로, 평소에 이집트 풍의 의상을 입고있다. 능력은 팔을 돌릴수록 강해지는 능력인 리퍼 사이클트론이다.

- No.6 샤르나크=류세이
CV ː다카토 야스히로(高戶靖廣) / 이상훈 / 히다카 노리코(日高のり子) / 정소영·윤미나(극장판)
【조작계 능력자 / 신장 180cm / 체중 72kg / 혈액형 O형 / 유성가 출신】
환영여단의 6번으로 여단의 초기 구성원중 한 명. 능력은 휴대전화의 안태나로 적 혹은 아군을 자동 조작하는 블랙 보이스로, 이 능력 덕택에 정보처리 담당의 참모적인 존재로 단장인 클로로의 부재 시 대신 지시를 내리기도 한다. 히소카에게 살해당했다.

- No.7 프랭클린=보르도
CV ː가네코 유키노부(金子幸信)키우치 히데노부(木内秀信 ) / 임채헌 / 노무라 켄지(乃村健次) / 송준석
【방출계 능력자 / 신장 219cm / 체중 225kg / 유성가 출신】
환영여단의 7번으로 환영여단의 초기 구성원 중 한 명. 손가락을 개조하여 총으로 사용 하는 등의 신체 개조를 하였다.
- No.8 무명(无名)
환영여단의 전 8번으로 1996년 무렵 실버=조르딕에게 살해당했다.

- No.8 시즈크=무라사키
CV ː분고 아츠코(豊後敦子) / 이주희 / 아라카와 미호(荒川美穂) / 조현정·양정화(극장판)
【구현화계 능력자 / 신장 160cm / 체중 45kg / 혈액형 O형 / 왼손잡이】
환영여단의 8번으로 단원 중에서는 신참에 해당한다. 감정표현이 적고 다소 엉뚱한 면이 있다.

- No.9 파크노다
CV ː이세키 요시코(井關佳子) / 소연 / 박로미(朴璐美) / 이현주
【특질계 능력자 / 신장 182cm / 체중 52kg / 혈액형 O형 / 유성가 출신】
환영여단의 9번으로 여단의 초기 구성원 중 한 명. 정보처리 담당으로 타인의 기억을 읽을 수 있는 능력이 있다. 크라피카가 파크노다에게 걸었던 제약을 스스로 위반해 사망한다.

- No.10 보노레노프=은동고
CV ː쵸( チョー)
【구현화계 능력자 / 규돈돈 족의 무술가】
환영여단의 10번으로 평소 붕대로 몸을 감고 있는데 이는 규돈돈 족의 풍습으로 갓난 아기일 때부터 몸에 바늘을 꽂아 구멍을 뚫고 몸에 많은 구멍이 뚫려있어 그 구멍의 소리로 연주할 수 있고 그 연주에 따라 다른 능력이 발동되는 능력인 배틀 칸타빌레를 익혔다.

- No.11 우보긴
CV ː다케모토 에이지(竹本英史) / 권영호 / 오오츠카 아키오(大塚明夫) / 최원형
【강화계 능력자 / 신장 258cm / 체중 189kg / 혈액형 B형 / 유성가 출신】
환영여단의 전 11번으로 여단의 초기 구성원 중 한 명. 여단 내에서 완력 1위를 차지하며 노부나가와 함께 최전방 특공대를 맡는다. 크라피카가 우보긴에게 걸었던 제약을 스스로 위반해 사망한다.
- No.11 이르미=조르딕
CV ː다카노 우라라(高乃麗) / 이선 / 마츠카제 마사야(松風雅也) / 이원찬·남도형(극장판)
【조작계 능력자 / 신장 185cm / 체중 68kg / 혈액형 A형】
환영여단의 11번으로 히소카의 의뢰로 여단의 구성원이 되었다. 히소카의 의뢰는 히소카 자신을 암살 목표로 죽이는 것.

- No.12 콜트피=투노프메일
CV ː텐진 우미(天神有海) / 장은숙 / 하마조에 신야(浜添伸也) / 강호철
【구현화계 능력자】
만진 물체의 복제를 할 수 있는 능력인 갤러리 페이크를 소유하고 있다. 히소카에게 살해당했다.

## 《그리드 아일랜드》 관련 등장인물

### G · I 플레이어
비스케 크루거
겐스루

### G · I 제작 · 운영 관계자
진 프릭스
듄
레이저

## 《키메라=앤트》 관련 등장인물

### 키메라=앤트
- 메르엠
CV ː우치야마 코우키(内山昂輝)

- 네페르피트
CV ː후지무라 아유니(藤村歩)

- 샤와푸흐
CV ː하타노 와타루(羽多野渉)

- 몽투투유피
CV ː타치키 후미히코(立木文彦)

### 동고르트 공화국
관련인물

## 《회장 선거》 관련 등장인물

### 십이지
관련 인물

## 《암흑 대륙》 관련 등장인물

### 카킹 제국

#### [카킹 제국의 왕자]
- 벤자민=호이코오로 (제 1 왕자)
제 1 왕비 운마 왕비의 첫째 (체리드니히와 친형제) 벤자민을 포함한 그의 사설 병은 모두 넨 능력자로 정식 국왕 군인의 지위를 가지고있다. 상속 전 모든 왕자를 무력으로 살인하려고 하는 충동적인 모습을 보이는 한편 자신의 부하가 겁먹지 않고 논리적인 정보를 제공하면 수긍하여 이성적으로 판단 한다. • 수호 영수 : 머리에 큰 잇몸을 드러낸 입이 세로로 2 개가 붙은 아인 형.
- 카밀라=호이코오로 (제 2 왕자)
제 2 왕비 두아즈루 왕비의 첫째 (츠베파, 루주루스, 할켄부르그와 친형제) 다른 왕자들은 카밀라에게 왕위를 물려주고 자신은 죽음을 선택할 것으로 생각하는 오만한 성격.• 수호 영수 : 조작계 강제형으로 이형의 수석에 술 같은 것이 다수 붙어있다. 특정 조건을 만족한 상대를 조종할 수 있다.
- 장레이=호이코로 (제 3 왕자)
제 3 왕비 탕자오리 왕비의 첫째. 표면적으로는 형제의 살인은 본의가 아니라며 협조 노선을 취하고 있다.  와블 왕자를 통해 크라피카에게 정보를 얻고자 한다.• 수호 영수 : 중앙에 얼굴이있는 바퀴 모양. 구현화계 복합형으로 하루에 1 개의 입에서 동전을 쏟아 그 동전을 가지는 것이 조건이 충족되면 다양한 능력을 발동한다.
- 체리드니히=호이코오로 (제 4 왕자)
제 1 왕비 운마 왕비의 둘째 (벤자민과 친형제) 잔인하고 가학적인 성격으로 자신의 미학에 근거하여 젊은 여성, 그 중에서도 똑똑한 사람을 학살하는 것을 좋아한다. 붉은 눈을 대량으로 보유한 인체 수집가. 권력과 재력을 이용하여 자신의 범죄 행위를 은폐하고 있다. 넨에 천부적인 재능을 갖고 있으며, 수견식을 했을 때 물이 악취와 함께 거품이 생기고 동시에 잎이 녹아 특질계로 판명되었다.• 수호 영수 : 인면말.
- 츠베파=호이코오로 (제 5 왕자)
제 2 왕비 두아즈루 왕비의 둘째 (카밀라, 루주루스, 할켄부르그와 친형제) 연구자로 정치 목표를 가지고 계승전에 참가하고 있다. 상위 세 왕자 벤자민, 카밀라, 장레이를 숙청하고 싶어 한다. 제 14 왕자 와블과 휴전 협정을 맺는다. 또한, 크라피카를 영입하고 싶어 한다.• 수호 영수 : 변화계 공존형으로 육륜차 개구리. 공동 연구자(파트너)가 필요하고 영수의 체내에서 다양한 효과를 가진 물질을 생성한다.
- 타이손=호이코오로 (제 6 왕자)
제 4 왕비 카트로노 왕비의 첫째. 사랑을 설파하는 타이손 교전의 저자. 호위는 모두 남성으로 호스트 같은 취급을 하고 있다.* 헌터 이즈나비와 계약하고 있다.
• 수호 영수 : 방출계 확산, 징집형으로 두 쌍의 날개를 가진 하트 모양의 외눈. 눈 약시는 타이손 교전을 작은 사람에게 기생한다. 약시는 대상에서 오오라를 징수하는 대신에 행복을 준다. 행복의 정도는 교전 숙련도에 비례하지만, 교전 유일한 금기를 범하면 엄벌을 내린다.
- 루주루스=호이코오로 (제 7 왕자)
제 2 왕비 두아즈루 왕비의 셋째 (카밀라, 츠베파, 할켄부르그와 친형제) 호위를 헌터 시험에 내보내려다 모두 불합격한 이후 넨에 대한 설명을 듣지만 넨 습득 시간이 길어 무의미하다 판단해 계승전에서 제 5 왕자 츠베파에게 가담 했다. 마약 갱생을 위한 대체 의약품을 허가시키려고 하지만 벤자민 이끄는 군대에 방해되었다 여긴다.* 헌터 바쇼와 계약하고있다.
• 수호 영수 : 구현화계, 반 강제적 형 작업 능력으로 거대한 곤충형. 표적의 욕망을 구현화 한 함정을 깔 표적이 함정에 빠지는 (= 욕구를 충족) 것으로 발동한다.
- 사레사레=호이코오로 (제 8 왕자)
제 5 왕비 쉰코쉰코 왕비의 첫째. 어머니와 비슷한 외형으로 여자를 밝히는 성격. 수행원 6명 중 군인 역을 겸한 여성과 함께 향락적인 모습을 보인다.• 수호 영수 : 조작계의 확산 유도 능력으로 여러 입이 붙은 구체. 입에서 끊임없이 가스를 내뿜고 그 가스를 일정량 흡입하면 그의 추종자가 된다. 또한, 추종자의 머리에 영수의 분신이 발생하여 감염 매체로서 기능한다.
- 할켄부루그=호이코오로 (제 9 왕자)
제 2 왕비 두아즈루 왕비의 넷째 (카밀라, 츠베파, 루주루스와 친형제) 문무 모두 뛰어난 엘리트로 15세에 세계 최고라 손꼽히는 미와르 대학에 입학하여 물리학을 전공했고 세계 양궁 대회에서 은메달을 수상한 이력을 갖고 있다. 카킹 제국의 정치를 바꾸는 것을 지향하고 있으며, 국내외에서 지원자를 모아 카킹의 일대 세력이 되고 있다. 따라서 정적이 많은 세력 가입자에 대해서는 신중히 하며 계승전에서도 처음부터 호위 헌터를 모집하지 않았다. 청렴한 이상주의자. 암흑대륙 출항 첫날 만찬에서 계승전엔 아버지의 체면을 생각해 참가했을 뿐 왕위는 필요 없다는 입장표명을 한다.• 수호 영수 : 강화계 상호 협력 형의 능력으로 조류의 특징과 두개의 뿔이 달린 외눈 악마. 할켄부루그를 중심으로 날개의 각인을 가진 자들이 의사를 통일하고 발동시킨 능력의 위력은 모든 넨 능력 중에서도 최대급이다. 날개의 각인은 할켄부루그와 같은 의지를 가진 자들에게 부여되며 각인 시 기억조작을 당한다. 벤자민의 부하는 제 9 왕자의 수호영수 능력을 강화계로 추측하나, 왕자 본인의 성격 영향을 받아 각인 시 조작계의 능력이 사용된다고 예상한다.
- 카쵸=호이코오로 (제 10 왕자)
제 6 왕비 세이코 왕비의 첫째(후게츠와 친형제) 오만하고 공격적인 성격으로 시종들로부터 미움받고 있지만, 센리츠가 파악한 심장 박동 분석에 의하면 본심을 속인 것으로 쌍둥이 자매 동생 후게츠를 보호하기 위한 행동이다. 모스키토음을 이용해 대화할 수 있다.* 헌터 센리츠와 계약하고있다.
• 수호 영수 : 불명
- 후게츠=호이코오로 (제 11 왕자)
제 6 왕비 세이코 왕비의 둘째(카쵸와 친형제) 온화한 분위기의 소녀. 쌍둥이 자매 카쵸와 사이가 좋으며 언니 카쵸와 만나고 싶다는 소망과 함께 어릴 때 카쵸와 함께 놀았던 '매직 웜'의 입구가 발생했다. 문을 통해서 이동할 수 있다.• 수호 영수 : 불명
- 모모제=호이코오로 (제 12 왕자)
제 7 왕비의 세반치 왕비의 첫째(마라얌과 친형제) 자신이야말로 왕이라는 자부심이 강하고 여유가있다. 취미는 뜨개질. 누군가에게 교살되어 계승전 첫 탈락자가 되었다.* 헌터 한조와 계약했었다.
• 수호 영수 : 거대한 쥐. 조건을 채운 사람의 체내에 더 소형의 짐승(곰 인형의 머리를 한 거미 형)을 기생시켜 강제로 꼭두각시 군인으로 만든다.
- 마라얌=호이코오로 (제 13 왕자)
제 7 왕비 세반치 왕비의 둘째(모모제와 친형제) 항상 햄스터를 바구니에 넣어 데리고있다. 언니 모모제의 죽음으로 크게 영향받아 스트레스와 트라우마의 영향으로 넨수가 사납게 비대해졌다. 헌터와 경호병 경비 18명, 종사자 6명. 모모제의 경호도 가져와 방위력을 증강했다.* 헌터 비스케와 계약하고 있다.
• 수호 영수 : 드래곤. 마라야무의 심리 상태 등에 따라 형태가 변화한다. 마라얌이 머무는 1013호실을 다른 공간으로 옮겼다. 안에서 밖으로 나가는 것은 가능하나, 밖에서 안으로 들어오는 것은 불가능하고 경계선으로부터 전신이 빠져나가는 것을 출입의 기준으로 한다.
- 와블=호이코오로 (제 14 왕자)
제 8 왕비 오이토 왕비의 첫째. 태어나 얼마 되지 않은 갓난아이라 항상 어머니 오이토와 함께 있다. 경호병 7명(7 왕비의 감시 역) 계약 헌터 4명, 시녀 4명을 데리고 있다.* 헌터 크라피카와 계약하고 있다.
• 수호 영수 : 불명.